# 문희주
문희주(1952년 ~ )은 대한민국의 시인이다. 1952년 제주특별자치도에서 태어났다.
2005년 <월간문학21> 신인상에서 시인으로 등단했으며, 2009년 <생활문학> 신인상을 통해 문학평론가로 등단하여 제주특별자치도 제주시 구좌읍에서 문학가로 활동하고 있다.

## 저서
[시집]
『당신의 바다』,『갈매기의 꿈』,『유채고장 피민 삼월이우다』,『열리는 새 날에』,『실크로드 순례자Ⅰ』,『북간도 사모곡』,『아사셀 애가』,『실크로드 순례자Ⅱ』,『오롬 부르는 소리』 등 9권.
[수필집]
『두만강변의 슬픔』,『내 사랑 중국』 등 2권.
[평론집]
『삶의 철학적 사고와 깊이』,『시론적문예작업』,『심미적 다양성과 문화이해』,『문두언 평전』
[기타]
『설교훈련』,『실크로드선교행전』,『열린수업의 실제』,『논문작성법 이론과 실제』,『백두산에서 흑룡강까지』,『쉽게 배우는 논리학 기초』,『웃음의 미학과 놀이』,『목회정론과 실제』 등. 
[미발표작]
『만주교회변천사』와 中國語版『滿洲敎會變遷史』,『牧會正論&實際』,『說敎訓練』 등,

### 약력
1969.~1979. 외항선 1등기관사로 승선 항해
1983. 02. 영남신학대학교 졸업
1990. 02. 장로회신학대학 대학원 졸업
1995.~2013. 중국연변해양대학(석좌교수, 기관·해양학), 교무처장, 부학장, ISO관리자 대표, 연변문예대학학장 역임
2008. 12. 미국 컴버런드대학 명예교육학 박사학위 취득
2013.~ 국제코디네이터로 파견 석좌교수, 대만·한국어학원 교수, 제주문화연구(석좌교수)
2015.~ 몽골·제주문화 연구
2015.~2019. 태국·한국어 교수, 베트남·캄보디아·미얀마·라오스·말레이·싱가폴·인니·필리핀 기행
2018. 01. 미국 워싱톤 트리니티대학 석사학위 취득
2019.~ 중앙아시아(타지크·우즈벡·키르기스·카자흐) 기행
2019. 12. 석좌교수 시무 은퇴 후 귀국(제주시 거주)
2019.~ 제주문인협회 이사(평론분과장), 제주오롬연구가
2020.~ 구좌문예대학 학장, 뉴제주일보 “오롬이야기” 연재, 제주MBC공익광고 출연, 제주기독교신문 “제주인문학과&교회” 칼럼 연재

틀:문학평론가/기행시인/컬럼리스트